# Bavorov (Polsko)

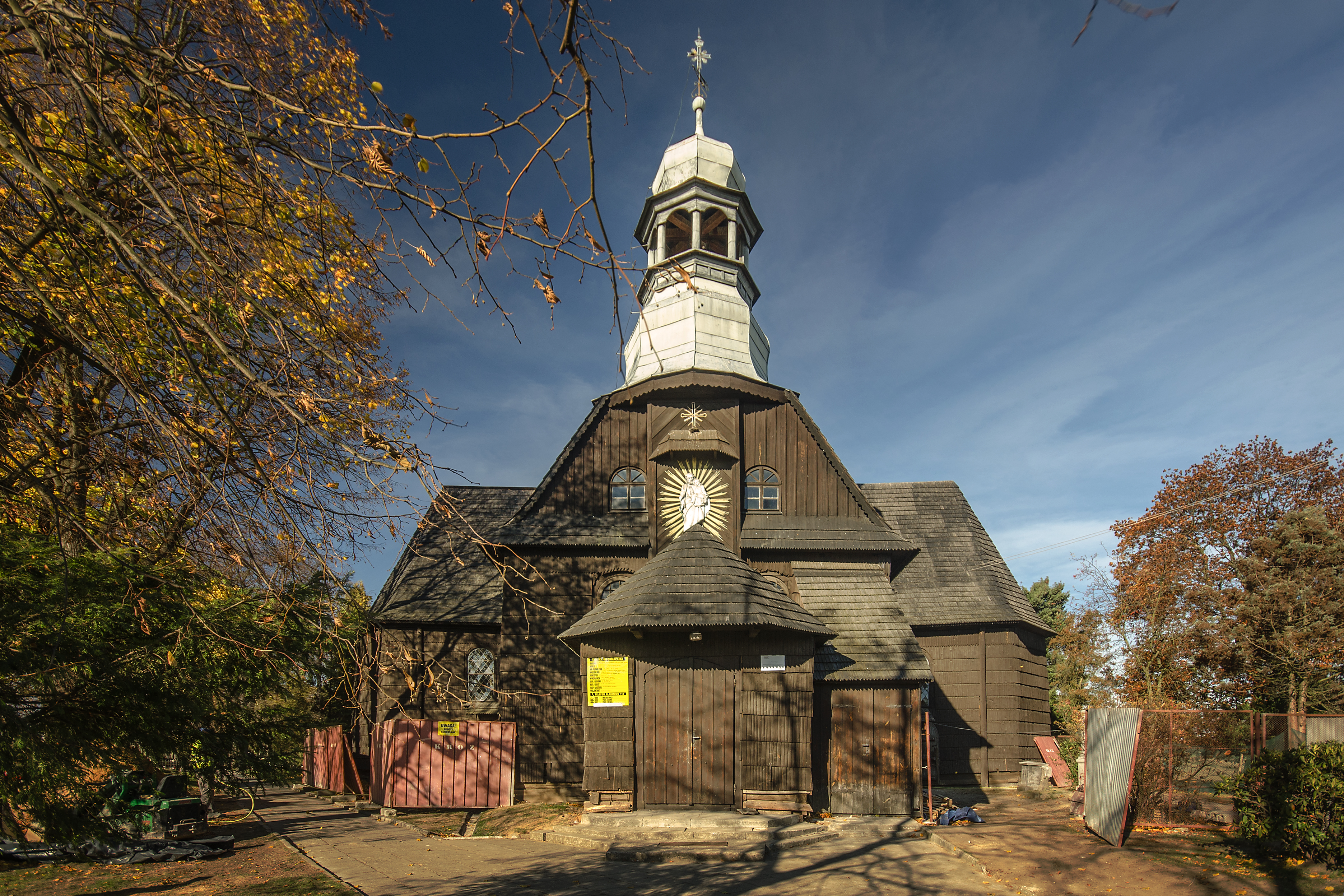
Kostel svatého Josefa

Bavorov (polsky Baborów, německy Bauerwitz) je město v jižním Polsku v Opolském vojvodství v okrese Hlubčice, sídlo gminy Bavorov. Leží v historickém území Horního Slezska (ačkoliv původně bylo součástí Moravy) na řece Cině a z geomorfologického hlediska se rozkládá na severních svazích Opavské pahokartiny. V roce 2024 zde žilo 2 823 obyvatel.

## Historie
Pravděpodobným zakladatelem městečka byl Bavor II., představitel českého šlechtického rodu Bavorů ze Strakonic. První písemná zmínka pochází z roku 1296. Patřilo Opavskému knížectví, které se roku 1318 odtrhlo od Moravy jako samostatné léno Koruny české a nejpozději od konce 15. století bylo považováno za součást Slezska. Nadále však Bavorov až do roku 1972 spadal pod olomouckou diecézi, což napomáhalo udržení kulturních vztahů s Moravou a kontaktu s českým jazykem.
V roce 1340 prodal tehdejší majitel Jindřich z Kravař a Plumlova bavorovské panství včetně Sulkova, Červenkova a Děhylova konventu dominikánek z Ratiboře. Patřilo jim až do sekularizace v roce 1810. Po rozdělení Opavského knížectví roku 1377 se Bavorov stal součástí Krnovska. V roce 1575 ztratil trhové právo, které mu bylo obnoveno za vlády císaře Karla VI. v roce 1718.
Po první slezské válce byl Bavorov spolu s většinou Slezska připojen k Pruskému království. Spadal pod okres Hlubčice ve vládním obvodu Opolí v provincii Slezsko, později v provincii Horní Slezsko. Výstavba železniční tratě Ratiboř – Hlubčice v roce 1856 a následně Bavorov – Kozlí (1908) a Bavorov – Opava (1909) přispěla k rozvoji průmyslu. Vznikla cukrárna, cementárna, tři cihelny, dva parní mlýny, sladovna, mlékárna a továrna na výrobu kachlí. Roku 1928 byla připojena obec Jaronov (Jaroniów, Jernau) ležící na protějším břehu Ciny. S ní přesáhl počet obyvatel Bavorova v roce 1939 čtyři a půl tisíce.
Po první světové válce si Československo nárokovalo oblast Hlubčicka a Ratibořska včetně Bavorova s odvoláním na historické a etnické argumenty. Pojednává o tom osmé memorandum Edvarda Beneše pro pařížskou mírovou konferenci. Československý stát získal však pouze jižní část ratibořského okresu odteď známou jako Hlučínsko. Otázka včlenění města do Československa vyvstala opět po druhé světové válce, ale mocnosti rozhodly o přiřčení celého před válkou německého Slezska socialistickému Polsku.
Polské období v dějinách Bavorova se pojí s ekonomickou stagnaci. Městečko na okraji Opolského vojvodství ztratilo svůj průmyslový význam a v 90.  letech byl postupně zrušen provoz na všech železničních tratích, které se v Bavorově křižovaly. Počet obyvatel dosahuje pouze 60 % stavu z roku 1939.
3. února 2018 byla na zdi bývalé radnice odhalena pamětní deska vězňů německého tábora smrti Auschwitz-Birkenau, kteří byli mučeni a zavražděni během Pochodu smrti v roce 1945.

## Doprava
Bavorov leží na silnicích III.tříd, které do města vedou z Kietrze, Hlubčic, či Velkých Petrovic. Po zmíněných silnicích jsou vyznačeny též cyklotrasy, které jsou regionálních významů. Město je akcionářem župního a komunálního sdružení dopravy zvaného „Pogranicze“, které organizuje veřejnou osobní dopravu v místním regionu. 
Do města je zavedena jednokolejná železniční trať z Ratiboře. Na počátku 90. let 20. století však došlo ke snižování počtu osobních vlaků. V září 1991 byla zrušena osobní vlaková doprava do nedaleké obce Pilszcz a o rok později byla zrušena také doprava nákladní. V lednu 1993 byla tato trať zcela uzavřena. 

## Jazyk
Bavorov byl nejsevernějším místem ve Slezsku, kde se používalo nářečí lašského typu. Spolu s Jaronovem tvořil jazykový ostrov na rozhraní mezi územím lechické slezštiny („vasrpolštiny“) na severu a německojazyčnými obcemi na jihu, vzdálený zhruba deset kilometrů od souvislého pásu lašského osídlení, který začínal Chrastilovem a Velkými Petrovicemi. Místní o sobě říkali, že jsou Moravci, a svůj jazyk označovali za moravský. Do roku 1870 byl Bavorov čistě lašským/moravským městečkem, v kostele se kázalo česky a na lidové škole se používaly učebnice z Moravy.
V následujících desetiletích se většina obyvatel poněmčila, zčásti kvůli přirozenému obratu k dominantní kultuře v období industrializace, zčásti v důsledku asimilační politiky pruského státu. Poslední česká bohoslužba se konala v roce 1922 a jazykovědec Felix Steuer odhadoval v roce 1937 počet aktivních uživatelů lašského nářečí na pouhých 170 z 4 335 obyvatel Bavorova.
Po druhé světové válce byla většina původních obyvatel odsunuta spolu s Němci nebo emigrovala. Ostatní se jazykově asimilovali s okolními Slezany a polskými přistěhovalci.

## Památky
- Dřevěný barokní kostel svatého Josefa z roku 1702
- Farní kostel Narození Panny Marie přestavěný do nynější novobarokní podoby v roce 1922
- Kaple Nejsvětějšího Srdce Ježíšova, z roku 1889.
- Radnice z 19. století
- Soubor domů na náměstí a v okolních ulicích (Kozielska, Raciborska, Krakowska) z 19. století
- Vyhlídková věž Bavorov (ul. Wiejska)

## Partnerská města
- Hradec nad Moravicí, Česko
- Teublitz, Německo